# Khartaphu
Khartaphu – siedmiotysięcznik w paśmie Himalajów. Leży we wschodnich Chinach, blisko granicy z Nepalem. Jest to 101 szczyt Ziemi.
Pierwszego i jak dotąd jedynego udanego wejścia dokonała ekspedycja brytyjska w 1935